# Nathan Fillion
Nathan Fillion (Edmonton, 27 de março de 1971) é um ator canadense de TV e cinema, mais conhecido por interpretar Richard Castle  na série de TV estadunidense Castle, da ABC. Seu primeiro personagem notável na televisão americana foi em 2002, quando interpretou o Capitão Malcolm Reynolds, na série Firefly, da FOX.

## Biografia
Nathan Fillion nasceu em Edmonton, Alberta, Canada. Filho de Cookie e Bob Fillion, ambos professores de inglês. Fillion tem um irmão mais velho, que se chama Jeff Fillion. No Canadá, ele estudou no colégio católico Holy Trinity e fez faculdade na Universidade de Alberta. Antes de pensar em ser ator, Nathan queria ser professor de artes, especificamente, de teatro. Ele afirma ser descendente do Tenente-General Confederado Jubal A. Early. 

## Projetos
- O Kids Need to read[2], foi lançado em 2007 com o objetivo de obter livros e distribuí-los em regiões, instituições e escolas carentes a fim de incentivar a leitura infantil. Nathan é co-fundador da organização.
- O Kusewera[3], é um projeto que visa a capacitação e estimulação de crianças que habitam áreas empobrecidas do mundo, por meio de atividades atrativas. Nathan é um dos principais embaixadores do Kusewera.
- Charity Water[4] é um projeto que leva água para regiões, onde ela não chega. Anualmente em seu aniversário, Fillion arrecada um valor, por meio de doações dos fãs. O dinheiro é direcionado para compra e distribuição de água limpa, natural e tratada, que é doada entre os países/regiões que não tem acesso.
- Con Man[5] é uma web-serie, criada por Alan Tudyk e co-produzida e estrelada por Nathan Fillion, na qual tem a estreia da segunda temporada prevista para 2016.

## Filmografia

### Cinema[6]
| Ano  | Título                                             | Personagem                         | Notas         |
| ---- | -------------------------------------------------- | ---------------------------------- | ------------- |
| 1994 | Strange and Rich                                   | Walter Hoade                       |               |
| 1998 | Saving_Private_Ryan                                | James Frederick 'Minnesota' Ryan   |               |
| 1999 | Blast from the Past                                | Cliff                              |               |
| 2000 | Dracula 2000                                       | Padre David                        |               |
| 2003 | Water's Edge                                       | Robert Graves                      |               |
| 2004 | Outing_Riley                                       | Luke Riley                         |               |
| 2005 | Serenity                                           | Malcolm 'Mal' Reynolds             |               |
| 2006 | Slither                                            | Bill Pardy                         |               |
| 2007 | White Noise: The Light                             | Abe Dale                           |               |
| 2007 | Waitress                                           | Dr. Jim Pomatter                   |               |
| 2008 | Trucker                                            | Runner                             |               |
| 2009 | Wonder Woman                                       | Steve Trevor (voz)                 |               |
| 2010 | Super                                              | The Holy Avenger                   |               |
| 2011 | Green Lantern: Emerald Knights                     | Hal Jordan / Lanterna Verde (voz)  |               |
| 2012 | Justice League: Doom                               | Hal Jordan / Lanterna Verde (voz)  |               |
| 2012 | The Patriot of America                             | Capitão James Slade (voz)          |               |
| 2012 | Much Ado About Nothing                             | Dogberry                           |               |
| 2013 | Monsters University                                | Johnny Worthington III (voz)       |               |
| 2013 | Justice League: The Flashpoint Paradox             | Hal Jordan / Lanterna Verde (voz)  |               |
| 2013 | Percy Jackson & the Olympians: The Sea of Monsters | Hermes                             |               |
| 2014 | Party Central                                      | Johnny Worthington III (voice)     |               |
| 2014 | Guardians of the Galaxy                            | Monstrous Inmate (voice)           | Cameo         |
| 2015 | Justice League: Throne of Atlantis                 | Hal Jordan / Green Lantern (voice) |               |
| 2015 | Highway of Tears                                   | Narrador                           | Documentário  |
| 2016 | Henchmen                                           | (voz)                              | Filmando      |
| 2017 | Guardians of the Galaxy Vol. 2                     | Simon Williams                     | Cena deletada |
| 2021 | The Suicide Squad                                  | OCD                                |               |
| 2025 | Superman                                           | Guy Gardner / Lanterna Verde       | Pré-Produção  |

### Jogos
| Ano  | Título           | Personagem  |
| ---- | ---------------- | ----------- |
| 2015 | Halo 5 Guardians | Edward Buck |
| 2009 | Halo 3: ODST     | Edward Buck |

### Televisão
| Ano           | Título                               | Personagem                                                    | Notas                                         |
| ------------- | ------------------------------------ | ------------------------------------------------------------- | --------------------------------------------- |
| 1993          | Ordeal_in_the_Arctic                 | Master Warrant Officer Tom Jardine                            | Filme para TV                                 |
| 1994–97; 2007 | One_Life_to_Live                     | Joey Riley Buchanan                                           |                                               |
| 1996          | Spin_City                            | Guy                                                           | Episódio: "A Star Is Born"                    |
| 1997          | Total Security                       | Troy Larson                                                   | Episódio: "Das Bootie"                        |
| 1998          | Maggie_Winters                       | Ronald                                                        | Episódio: "Mama's Got a Brand New Bag"        |
| 1998–2001     | Two Guys and a Girl                  | Johnny Donnelly                                               | 60 episódios                                  |
| 1999          | The Outer Limits                     | Michael Ryan                                                  | Episódio: "Star Crossed"                      |
| 2001          | King of the Hill                     | Frisbee Guy (voz)                                             | Episódio: "Luanne Virgin 2.0"                 |
| 2002          | Pasadena                             | Reverendo Glenn Collins                                       | 3 episódios                                   |
| 2002–03       | Firefly                              | Malcolm 'Mal' Reynolds                                        | 14 episódios                                  |
| 2003          | Alligator Point                      | Bill                                                          | Pilot                                         |
| 2003          | Buffy the Vampire Slayer             | Caleb                                                         | 5 episódios                                   |
| 2003          | Miss Match                           | Adam Logan                                                    | 6 episódios                                   |
| 2004          | Hollywood Division                   | Detetive Tommy Garrett                                        | Pilot                                         |
| 2005–06       | Justice League Unlimited             | Vigilante (voz)                                               | 3 episódios                                   |
| 2006          | Lost                                 | Kevin Callis                                                  | Episódio: "I Do"                              |
| 2007          | Drive                                | Alex Tully                                                    | 6 episódios                                   |
| 2007–14       | Robot Chicken                        | Várias vozes                                                  | 5 episódios                                   |
| 2007–08       | Desperate Housewives                 | Dr. Adam Mayfair                                              | 12 episódios                                  |
| 2009–2016     | Castle                               | Richard Castle                                                | 173 episódios                                 |
| 2010–16       | The Venture Bros.                    | Brown Widow / Jared (voz)                                     | 4 episódios                                   |
| 2012          | American Dad!                        | Joel Larson / Joe Kidney / American Businessman Klaus (vozes) | 2 episódios                                   |
| 2013          | Writers Guild of America Awards 2012 | Apresentador                                                  | Participação Especial                         |
| 2014–15       | Community                            | Bob Waite                                                     | 2 episódios                                   |
| 2014–15       | Gravity Falls                        | Preston Northwest (voz)                                       | 3 episódios                                   |
| 2015          | The Big Bang Theory                  | Ele mesmo                                                     | Episódio: "The Comic Book Store Regeneration" |
| 2015          | Kroll Show                           | Mountie McMinniman                                            | Episódio: "Twins"                             |
| 2015          | Drunk History                        | Wernher Von Braun                                             | Episódio: "Space"                             |
| 2016          | Talking Dead                         | Ele mesmo                                                     | 6ª Temporada, Episódio 10                     |
| 2016          | Modern Family                        | Rainer Shine                                                  | 7 episódios                                   |
| 2017          | Brooklyn Nine-Nine                   | Mark Devereaux                                                | 4ª Temporada, Episódio 14                     |
| 2017-2019     | Santa Clarita Diet                   | Gary West                                                     | Personagem Recorrente                         |
| 2018          | Desventuras em Série                 | Jacques Snicket                                               | 5 episódios                                   |
| 2018-presente | The Rookie                           | John Nolan                                                    | Personagem Principal                          |
| 2025          | Peacemaker                           | Guy Gardner / Lanterna Verde                                  | 2ª Temporada                                  |